# La pasión de Ío
La pasión de Ío (The Io Passion) es una ópera de cámara con música de Harrison Birtwistle y libreto, en inglés, de Stephen Plaice. Fue un encargo conjunto del Festival de Aldeburgh, la Ópera Almeida (del Teatro Almeida) y el Festival de Bregenz. 
El estreno mundial se hizo en Snape Maltings como parte del Festival de Aldeburgh el 11 de junio de 2004, en una producción dirigida por Stepehn Langridge. Luego se interpretó en el Teatro Almeida en julio del 2004 y en el Festival de Bregenz. 
Esta ópera rara vez se representa en la actualidad; en las estadísticas de Operabase aparece con sólo una representación en el período 2005-2010, el estreno alemán en Berlín el 7 de noviembre del 2008.
Las críticas han sido en términos generales favorables, en particular en lo referido a la música de Birtwistle. El uso virtuosístico que hace el compositor del conjunto de cámara, más que las enormes fuerzas electrónicas y orquestales que usa, por ejemplo, en La máscara de Orfeo, se ve en general como el logro de una partitura intensamente atmosférica y psicológicamente intuitiva. 